# Emmanuel de Blommaert
Pour les articles homonymes, voir de Blommaert.
Emmanuel de Blommaert est un militaire et cavalier belge né le 15 octobre 1875 et décédé le 12 avril 1944. Lors des Jeux olympiques de 1912, il remporte la médaille de bronze en individuel en saut d'obstacles.